# サカイサチエ
- サカイサチエ[1]
- さかいさちえ[1]

サカイ サチエは日本のイラストレーター、絵本作家である。

## 経歴
神奈川県横浜市の生まれ。1997年（平成9年）、学校法人原宿学園東京デザイン専門学校イラストレーション科卒業。
アニメ、ゲーム、絵本、漫画などを手がけている。デザインしたキャラクターが登場するゲームでは声優としても参加している。『こじかこじっこ』で、第1回おはなし絵本クラブ大賞を受賞した。

## おもな作品等
絵本
- こじかこじっこ絵本シリーズ
  - こじかこじっこ―ボタンをさがして(2006/12)
  - こじかじじっこ―もりのはいたつやさん(2007/12)
  - こじかかじっこ―おてつだいのいと(2013/9)

- ちいさなポコポコ絵本シリーズ
  - ちいさな ちいさな すてきなおうち(2008/3)
  - ちいさな ちいさな ふしぎなおみせ(2009/9)
  - ちいさな ちいさな おやまのぼうけん(2010/11)
  - ちいさな ちいさな おかしのまち(2011/12)
  - ちいさな ちいさな まほうのおしろ(2012/9)
  - ポコポコ ドーナツ(2013/10)
  - ポコポコ アイスクリーム(2013/12)
  - ポコポコ ミックスジュース(2014/7)
  - ちいさなちいさな ひみつのたから(2015/11)
  - ポコポコミルク(2016/11)
  - ちいさなちいさな こおりのくに(2017/11)
  - ポコポコゼリー(2018/7)
  - ちいさなちいさな ほうせきのもり(2018/11)
  - ちいさな ちいさな ほしのあかり(2019/11)
  - ちいさなちいさな うみのおさんぽ(2020/7)
  - ちいさなちいさな こねこをさがして(2021/11)
  - ポコポコクリスマスクッキー(2022/11)
  - ちいさなちいさな　ゆめのおふろ(2023/11)

- うさくんのおもちゃでんしゃ(2011/9)